# Loma de Juárez
Loma de Juárez är en ort i Mexiko.   Den ligger i kommunen Colima och delstaten Colima, i den södra delen av landet, 500 km väster om huvudstaden Mexico City. Loma de Juárez ligger 405 meter över havet och antalet invånare är 172.
Terrängen runt Loma de Juárez är platt åt nordväst, men åt sydost är den kuperad. Runt Loma de Juárez är det ganska tätbefolkat, med 192 invånare per kvadratkilometer. Närmaste större samhälle är Colima, 6,6 km norr om Loma de Juárez. I omgivningarna runt Loma de Juárez växer huvudsakligen savannskog.